# غورني (إلينوي)
غورني (بالإنجليزية: Gurnee)‏ هي قرية تقع في الولايات المتحدة في مقاطعة ليك، إلينوي. يقدر عدد سكانها بـ 31,295 نسمة .

## التركيبة السكانية
حدّد مكتب تعداد الولايات المتحدة بيانات التركيبة السكانية لغورني في تعداد الولايات المتحدة. في ما يلي، التركيبة السكانية حسب تعدادي 2000 و2010.

### تعداد عام 2000
بلغ عدد سكان غورني 28,834 نسمة بحسب تعداد عام 2000، وبلغ عدد الأسر 10,629 أسرة وعدد العائلات 7,714 عائلة مقيمة في القرية. في حين سجلت الكثافة السكانية 820.1 نسمة لكل كيلومتر مربع (2,124.0/ميل2). وبلغ عدد الوحدات السكنية 10,929 وحدة بمتوسط كثافة قدره 310.8 لكل كيلومتر مربع (805.0/ميل2).
وتوزع التركيب العرقي للقرية بنسبة 82.12% من البيض و5.06% من الأمريكيين الأفارقة و0.18% من الأمريكيين الأصليين و8.20% من الأمريكيين ذوي الأصول الآسيوية و0.05% من سكان جزر المحيط الهادئ و2.15% من الأعراق الأخرى و2.23% من عرقين مختلطين أو أكثر و6.03% من الهسبانيون أو اللاتينيون من أي عرق.
بلغ عدد الأسر 10,629 أسرة كانت نسبة 43.7% منها لديها أطفال تحت سن الثامنة عشر تعيش معهم، وبلغت نسبة الأزواج القاطنين مع بعضهم البعض 62.6% من أصل المجموع الكلي للأسر، ونسبة 7.8% من الأسر كان لديها معيلات من الإناث دون وجود شريك،  بينما كانت نسبة 2.2% من الأسر لديها معيلون من الذكور دون وجود شريكة وكانت نسبة 27.4% من غير العائلات. تألفت نسبة 22.7% من أصل جميع الأسر من عدة أفراد يعيشون في نفس المنزل ونسبة 6.4% كانت تتألف من شخص يعيش بمفرده يبلغ من العمر 65 عاماً أو أكثر. وبلغ متوسط حجم الأسرة المعيشية 2.71، أما متوسط حجم العائلات فبلغ 3.25.
بلغ العمر الوسطي للسكان 34.2 عاماً. وكانت نسبة 30.3% من القاطنين تحت سن الثامنة عشر، وكانت نسبة 5.4% بين الثامنة عشر والرابعة والعشرين عاماً، ونسبة 37.1% كانت واقعةً في الفئة العمرية ما بين الخامسة والعشرين والرابعة والأربعين عاماً، ونسبة 19.9% كانت ما بين الخامسة والأربعين والرابعة والستين، ونسبة 7.2% كانت ضمن فئة الخامسة والستين عاماً فما فوق. يوجد لكل 100 أنثى 94.0 ذكر، ويوجد لكل 100 أنثى في الثامنة عشر من عمرها فما فوق 90.2 ذكر.
بلغ متوسط دخل الأسرة في القرية 72,201 دولارًا، أما متوسط دخل العائلة فبلغ 90,753 دولارًا. وكان متوسط دخل الذكور 62,202 دولارًا مقابل 44,844 دولارًا للإناث. وسجل دخل الفرد الخاص بالقرية 39,386 دولارًا. وكانت نسبة 0.6% من العائلات ونسبة 1.8% من السكان تحت خط الفقر، وكان من هؤلاء نسبة 1.6% تحت سن الثامنة عشر ونسبة 3.1% في الخامسة والستين من العمر وما فوق.

### تعداد عام 2010
بلغ عدد سكان غورني 31,295 نسمة بحسب تعداد عام 2010، وبلغ عدد الأسر 11,536 أسرة وعدد العائلات 8,282 عائلة مقيمة في القرية. في حين سجلت الكثافة السكانية 890.1 نسمة لكل كيلومتر مربع (2,305.3/ميل2). وبلغ عدد الوحدات السكنية 12,031 وحدة بمتوسط كثافة قدره 342.2 لكل كيلومتر مربع (886.3/ميل2).
وتوزع التركيب العرقي للقرية بنسبة 73.25% من البيض و7.81% من الأمريكيين الأفارقة و0.30% من الأمريكيين الأصليين و11.58% من الأمريكيين ذوي الأصول الآسيوية و0.04% من سكان جزر المحيط الهادئ و3.85% من الأعراق الأخرى و3.16% من عرقين مختلطين أو أكثر و11.71% من الهسبانيون أو اللاتينيون من أي عرق.
بلغ عدد الأسر 11,536 أسرة كانت نسبة 41.4% منها لديها أطفال تحت سن الثامنة عشر تعيش معهم، وبلغت نسبة الأزواج القاطنين مع بعضهم البعض 58.1% من أصل المجموع الكلي للأسر، ونسبة 10.5% من الأسر كان لديها معيلات من الإناث دون وجود شريك،  بينما كانت نسبة 3.1% من الأسر لديها معيلون من الذكور دون وجود شريكة وكانت نسبة 28.2% من غير العائلات. تألفت نسبة 24.4% من أصل جميع الأسر من عدة أفراد يعيشون في نفس المنزل ونسبة 7.2% كانت تتألف من شخص يعيش بمفرده يبلغ من العمر 65 عاماً أو أكثر. وبلغ متوسط حجم الأسرة المعيشية 2.71، أما متوسط حجم العائلات فبلغ 3.26.
بلغ العمر الوسطي للسكان 37.9 عاماً. وكانت نسبة 28.3% من القاطنين تحت سن الثامنة عشر، وكانت نسبة 6.9% بين الثامنة عشر والرابعة والعشرين عاماً، ونسبة 26.7% كانت واقعةً في الفئة العمرية ما بين الخامسة والعشرين والرابعة والأربعين عاماً، ونسبة 29.3% كانت ما بين الخامسة والأربعين والرابعة والستين، ونسبة 8.8% كانت ضمن فئة الخامسة والستين عاماً فما فوق. وتوزع التركيب الجنسي للسكان بنسبة 47.8% ذكور و52.2% إناث.

## أعلام
- كيفن أندرسون
- براندون بول